# The Way You Look Tonight
The Way You Look Tonight est une chanson populaire américaine du film Sur les ailes de la danse, devenue un standard de jazz. La musique a été écrite par Jerome Kern et les paroles par Dorothy Fields. Dans le film, Fred Astaire la chante à Ginger Rogers. Kern et Fields ont obtenu l'Oscar de la meilleure chanson originale pour cette chanson en mars 1937.
Pour profiter de la popularité de Sur les ailes de la danse, Astaire a enregistré la plupart des chansons du film. La chanson est restée 6 semaines à la première place du hit-parade. Deux autres chansons du film, Pick Yourself Up (en) et A Fine Romance (en), ont de même atteint la première place. Les enregistrements ont été faits avec l'orchestre de Johnny Green.
Kern a écrit les mélodies de The Way You Look Tonight et A Fine Romance en contrepoint. Pendant la dernière scène du film, Astaire et Rogers ont chanté les deux chansons en même temps. C'était la seule fois que les acteurs, qui ont joué ensemble dans dix films, ont chanté en contrepoint.

## Contexte
Le compositeur Jerome Kern est reconnu comme l'un des pères de la chanson de comédie musicale américaine, avec pas moins de 113 spectacles dans lesquels il contribue entre 1904 et 1939. Comme beaucoup de compositeurs de Broadway, Kern part pour Hollywood lors de la Grande Dépression alors que les scènes new-yorkaise deviennent de moins en moins actives et que les comédies musicales hollywoodiennes apparaissent être un vecteur de culture musicale populaire significatif. Pendant plusieurs années, Kern travaille avec les paroliers Otto Harbach et Oscar Hammerstein II, cependant, après de son départ pour la côte ouest, Kern s'entoure de nouvelles personnes telles que Jimmy McHugh et Dorothy Fields.

## Reprises
- 1936 : Billie Holiday avec l'orchestre de Teddy Wilson
- 1942 : Benny Goodman avec la chanteuse Peggy Lee
- 1954 : Jazz Messengers d'Art Blakey
- 1955 : Thelonious Monk et Sonny Rollins sur Thelonious Monk and Sonny Rollins
- 1957 : Johnny Griffin sur A Blowin' Session (en)
- 1958 : Tony Bennett sur Long Ago and Far Away (en)
- 1959 : Oscar Peterson sur Oscar Peterson Plays the Jerome Kern Songbook (en)
- 1960 : Art Pepper sur Gettin' Together!
- 1964 : Frank Sinatra
- 1989 : Olivia Newton-John sur Warm and Tender
- 1998 : Brad Mehldau sur Live at The Village Vanguard: The Art of the Trio, Vol. 2
- 2002 : Linnzi Zaorski sur Linnzi Zaorski & Delta Royale
- 2006 : Bradley Joseph sur Piano Love Songs (en)